# Campionati del mondo di atletica leggera 1983 - Maratona maschile
La maratona maschile dei campionati del mondo di atletica leggera 1983 si è svolta il 14 agosto 1983 nel percorso creato nelle strade di Helsinki, in Finlandia, con partenza ed arrivo nello Stadio Olimpico.

## Podio
| Pos.    | Atleta              | Nazionalità  | Tempo    | Note |
| ------- | ------------------- | ------------ | -------- | ---- |
| Oro     | Robert de Castella  | Australia    | 2h10'03" |      |
| Argento | Kebede Balcha       | Etiopia      | 2h10'27" |      |
| Bronzo  | Waldemar Cierpinski | Germania Est | 2h10'37" |      |

## Situazione pre-gara

### Record
Prima di questa competizione, il record del mondo (RM) e il record dei campionati (RC) erano i seguenti.
| Record                | Prestazione  | Atleta                       | Data                              | Competizione        |
| --------------------- | ------------ | ---------------------------- | --------------------------------- | ------------------- |
| Record mondiale       | 2h08'18      | Robert de Castella Australia | 6 dicembre 1981 Fukuoka, Giappone | Maratona di Fukuoka |
| Record dei campionati | Nuovo evento | Nuovo evento                 | Nuovo evento                      | Nuovo evento        |

### Campioni in carica
I campioni in carica a livello mondiale e olimpico erano:
| Campione | Atleta                           | Prestazione  | Data                                   | Competizione         |
| -------- | -------------------------------- | ------------ | -------------------------------------- | -------------------- |
| Olimpico | Waldemar Cierpinski Germania Est | 2h11'03"     | 1º agosto 1980 Mosca, Unione Sovietica | Giochi olimpici 1980 |
| Mondiale | Nuovo evento                     | Nuovo evento | Nuovo evento                           | Nuovo evento         |

### La stagione
Prima di questa gara, gli atleti con le migliori tre prestazioni dell'anno erano:
| Pos. | Atleta                       | Prestazione | Data                                 |
| ---- | ---------------------------- | ----------- | ------------------------------------ |
| 1    | Robert de Castella Australia | 2h08'37"    | 9 aprile 1983 Rotterdam, Paesi Bassi |
| 2    | Toshihiko Seko Giappone      | 2h08'38"    | 13 febbraio 1983 Tokyo, Paesi Bassi  |
| 3    | Carlos Lopes Portogallo      | 2h08'39"    | 9 aprile 1983 Rotterdam, Paesi Bassi |

## Risultati
| Class   | Nome                      | Nazione          | Tempo    | Note             |
| ------- | ------------------------- | ---------------- | -------- | ---------------- |
| Oro     | Robert de Castella        | Australia        | 2h10'03" |                  |
| Argento | Kebede Balcha             | Etiopia          | 2h10'27" |                  |
| Bronzo  | Waldemar Cierpinski       | Germania Est     | 2h10'37" |                  |
| 4       | Kjell-Erik Ståhl          | Svezia           | 2h10'38" | Record nazionale |
| 5       | Agapius Masong            | Tanzania         | 2h10'42" |                  |
| 6       | Armand Parmentier         | Belgio           | 2h10'57" |                  |
| 7       | Gianni Poli               | Italia           | 2h11'05" | Record nazionale |
| 8       | Hugh Jones                | Regno Unito      | 2h11'15" |                  |
| 9       | Karel Lismont             | Belgio           | 2h11'24" |                  |
| 10      | Stig Roar Husby           | Norvegia         | 2h11'29" | Record nazionale |
| 11      | Art Boileau               | Canada           | 2h11'30" |                  |
| 12      | Juan Carlos Traspaderne   | Spagna           | 2h11'34" | Record nazionale |
| 13      | Marco Marchei             | Italia           | 2h11'47" |                  |
| 14      | Pertti Tiainen            | Finlandia        | 2h12'12" |                  |
| 15      | Juma Ikangaa              | Tanzania         | 2h13'11" |                  |
| 16      | Ryszard Marczak           | Polonia          | 2h13'20" |                  |
| 17      | Svend-Erik Kristensen     | Danimarca        | 2h13'34" |                  |
| 18      | Ron Tabb                  | Stati Uniti      | 2h13'38" |                  |
| 19      | Henrik Jørgensen          | Danimarca        | 2h14'10" |                  |
| 20      | Hans Joachim Truppel      | Germania Est     | 2h14'20" |                  |
| 21      | Ricardo Ortega            | Spagna           | 2h14'46" |                  |
| 22      | Tommy Persson             | Svezia           | 2h14'57" |                  |
| 23      | Bruno Lafranchi           | Svizzera         | 2h14'58" |                  |
| 24      | Dave Edge                 | Canada           | 2h15'43" |                  |
| 25      | Jurij Pleškov             | Unione Sovietica | 2h15'50" |                  |
| 26      | Øyvind Dahl               | Norvegia         | 2h16'02" |                  |
| 27      | Paul Ballinger            | Nuova Zelanda    | 2h16'06" |                  |
| 28      | Jürgen Eberding           | Germania Est     | 2h16'55" |                  |
| 29      | Gerard Nijboer            | Paesi Bassi      | 2h16'59" |                  |
| 30      | Frederik Vandervennet     | Belgio           | 2h17'11" |                  |
| 31      | Trevor Wright             | Nuova Zelanda    | 2h17'31" |                  |
| 32      | Mehmet Terzi              | Turchia          | 2h17'56" |                  |
| 33      | Delfim Moreira            | Portogallo       | 2h18'27" |                  |
| 34      | Li Jong-Hyong             | Corea del Nord   | 2h18'51" |                  |
| 35      | Yoshihiro Nishimura       | Giappone         | 2h18'56" |                  |
| 36      | Cidálio Caetano           | Portogallo       | 2h19'21" |                  |
| 37      | John Skøvbjerg            | Danimarca        | 2h19'44" |                  |
| 38      | Jeff Coole                | Australia        | 2h20'25" |                  |
| 39      | Benji Durden              | Stati Uniti      | 2h20'38" |                  |
| 40      | So Chang-Sik              | Corea del Nord   | 2h20'43" |                  |
| 41      | Wilson Theleso            | Botswana         | 2h21'36" | Record nazionale |
| 42      | Hideki Kita               | Giappone         | 2h21'37" |                  |
| 43      | Baikuntha Manandhar       | Nepal            | 2h21'43" |                  |
| 44      | Henrik Sandström          | Finlandia        | 2h21'56" |                  |
| 45      | Rudi Verriet              | Paesi Bassi      | 2h22h07" |                  |
| 46      | Dominique Chauvelier      | Francia          | 2h22'25" |                  |
| 47      | Djama Robleh              | Gibuti           | 2h24'04" |                  |
| 48      | Gerry Helme               | Regno Unito      | 2h25'02" |                  |
| 49      | Sam Hlawe                 | eSwatini         | 2h26'42" |                  |
| 50      | Jan-Iwar Westlund         | Svezia           | 2h27'05" |                  |
| 51      | Carlos Carvajal           | Cile             | 2h27'30" |                  |
| 52      | Don Greig                 | Nuova Zelanda    | 2h27'37" |                  |
| 53      | Luis Tipán                | Ecuador          | 2h28'30" |                  |
| 54      | Palmireno Benjamin Campos | Brasile          | 2h29'41" |                  |
| 55      | Jan Fjærestad             | Norvegia         | 2h30'58" |                  |
| 56      | Tavares Silva             | Portogallo       | 2h31'31" |                  |
| 57      | Syrja Dalipi              | Albania          | 2h31'40" |                  |
| 58      | Raymond Swan              | Bermuda          | 2h33:20" |                  |
| 59      | Chang-Ming Chen           | Taipei cinese    | 2h34'00" |                  |
| 60      | Ágúst Þorsteinsson        | Islanda          | 2h34'05" |                  |
| 61      | José Jaime Hernández      | El Salvador      | 2h34'26" |                  |
| 62      | Michael Lekhelsi          | Lesotho          | 2h52'01" |                  |
| 63      | Said Toumane              | Comore           | 3h03'10" |                  |
|         | Ahmet Altun               | Turchia          | dnf      |                  |
|         | Santiago de la Parte      | Spagna           | dnf      |                  |
|         | Mike Gratton              | Regno Unito      | dnf      |                  |
|         | Gerhard Hartmann          | Austria          | dnf      |                  |
|         | Yair Karni                | Israele          | dnf      |                  |
|         | Koshiro Kawaguchi         | Giappone         | dnf      |                  |
|         | Louis Kenny               | Irlanda          | dnf      |                  |
|         | Ramón López               | Paraguay         | dnf      |                  |
|         | Alfredo Maravilla         | Argentina        | dnf      |                  |
|         | Ed Mendoza                | Stati Uniti      | dnf      |                  |
|         | Giampaolo Messina         | Italia           | dnf      |                  |
|         | Dereje Nedi               | Etiopia          | dnf      |                  |
|         | Peter Quance              | Canada           | dnf      |                  |
|         | Ahmed Salah               | Gibuti           | dnf      |                  |
|         | Carlos Victorino          | Messico          | dnf      |                  |
|         | Grenville Wood            | Australia        | dnf      |                  |
|         | Antonio Villanueva        | Messico          | dnf      |                  |
|         | Ralf Salzmann             | Germania Ovest   | dnf      |                  |